# Fiesta de revelación de género

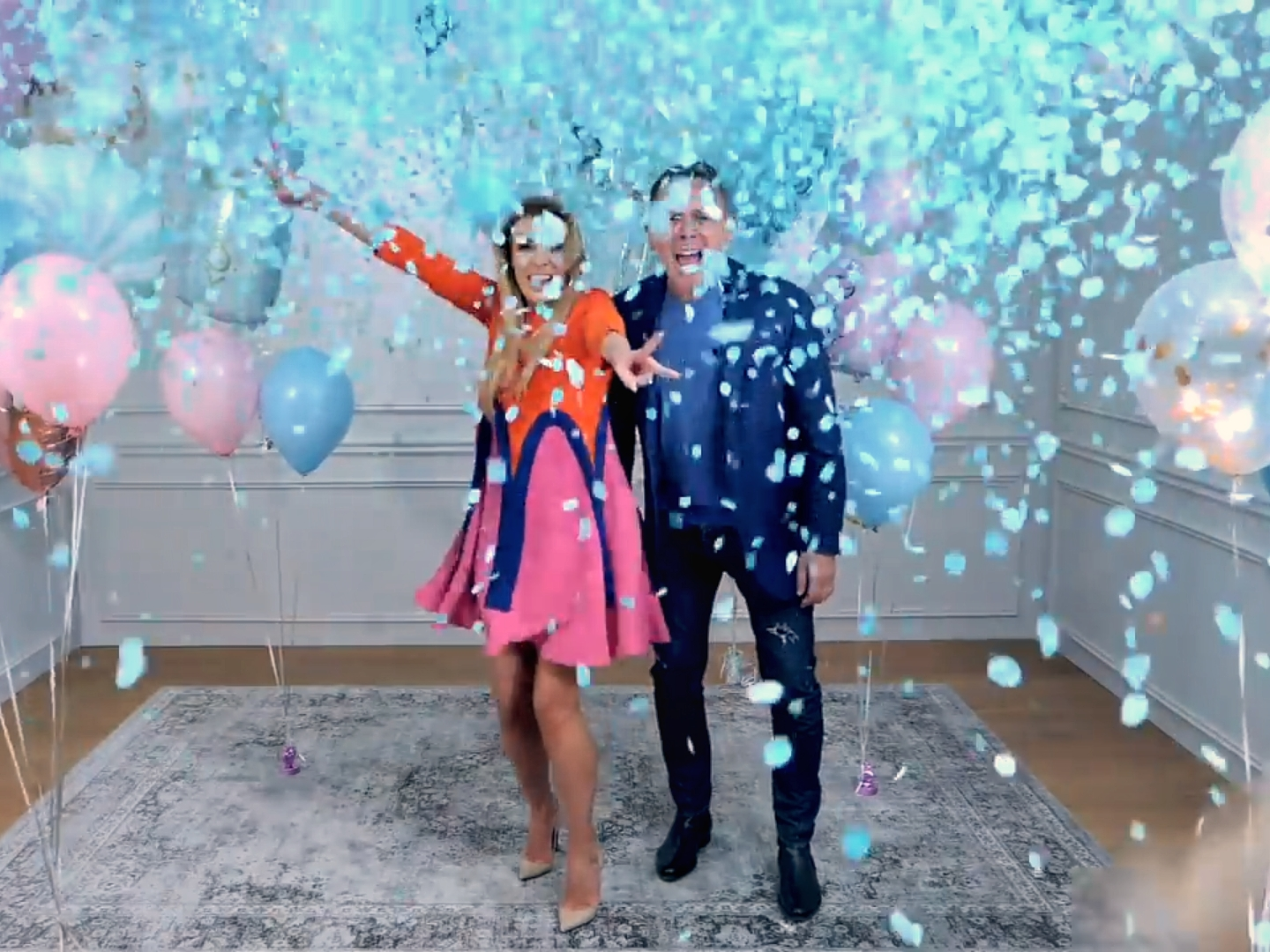
El confeti azul está asociado a que el género revelado es masculino

Una fiesta de revelación de género o gender reveal, es una fiesta, originaria de Estados Unidos, que se lleva a cabo durante el embarazo para revelar el sexo del bebé a los familiares y amigos de los futuros padres y, a veces, a los propios padres. La tecnología de discernimiento sexual prenatal proporciona la información necesaria. Es distinto de una fiesta de nacimiento o baby shower, pero a veces se combina de éste, donde la actividad principal es dar obsequios a los futuros padres para su futuro hijo. 

## Origen y desarrollo

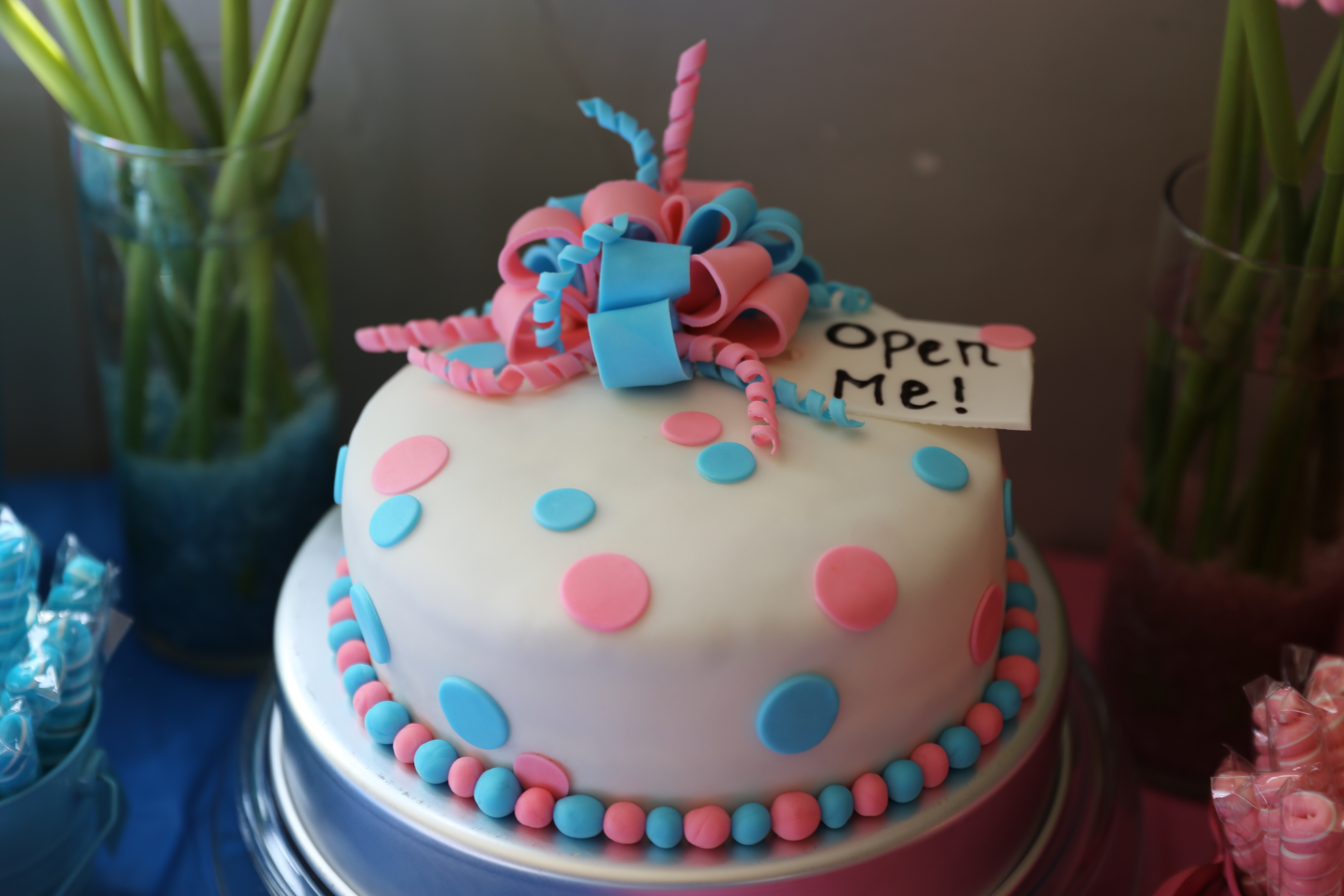
Pastel usado en una fiesta de revelación de género

La fiesta de revelación de género se desarrolló a finales de la década de 2000. Un ejemplo temprano se registró en las publicaciones de 2008 de una mujer llamada Jenna Karvunidis en su blog ChicagoNow High Gloss and Sauce anunciando el sexo de su feto a través de un pastel; Anteriormente ella había sufrido varios abortos espontáneos y deseaba celebrar que su embarazo había evolucionado hasta el punto de poder determinar el sexo del feto. Los videos de YouTube se pueden encontrar ya en 2008 y 2009, adquiriendo importancia alrededor de 2011, después de lo cual la tendencia continuó creciendo durante la década de 2010.
En 2019, Karvunidis observó un aumento en los eventos de revelación extrema en los cinco años anteriores, con padres «quemando bosques y explotando autos, lo que trajo caimanes a la mezcla». Expresó su arrepentimiento por haber ayudado a iniciar la tendencia, haber aprendido cómo se sienten las comunidades LGBT e intersexuales y finalmente haber revelado que la hija que anunciaron en 2008 era una persona no conforme con su género que viste trajes sin dejar de identificarse como mujer.

### Comparación con losbaby showers
Las fiestas de nacimiento tienen algunas diferencias clave con las fiestas de revelación de género. Principalmente, en esta última es el sexo del bebé, mientras que los baby showers se centran en la entrega de suministros y artículos para el futuro bebé a los futuros padres. Tradicionalmente, los baby showers se reúnen únicamente mujeres, mientras que las fiestas de revelación de género asisten tanto hombres como mujeres, y en el caso de la pareja, se deciden quienes estarán presentes. Algunas parejas combinan los dos.

## Críticas
La distinción entre sexo y género subyace a muchas críticas a las fiestas de revelación de género. El término «revelación de género» es considerado inapropiado por quienes creen en dicha distinción. Desde este punto de vista, el género es una construcción social, no determinada definitivamente por características biológicas, con una identidad de género individual imposible de determinar médicamente. Por lo tanto, cuando se revelan los genitales de un feto, es el sexo y no el género lo que se revela, según este punto de vista. Aunque algunas personas han argumentado que se cambiaría el nombre del concepto a «fiesta de revelación de sexo», el título no ha logrado ponerse de moda.
Además, las fiestas de revelación de género se basan en gran medida en la suposición de que el niño o la niña no será intersexual, lo que ocurre aproximadamente en 1 de cada 4.500 a 5.500 nacimientos. Se ha argumentado que refuerzan el esencialismo de género, excluyendo y minimizando la identidad transgénero. Algunos padres han rechazado los eventos de revelación de género, en parte debido a que las conversaciones sobre identidad de género y cuestiones transgénero se están volviendo más comunes.
En general, la práctica refuerza los roles de género estereotipados, utilizando a menudo dicotomías de género polarizadoras en materiales de fiesta como "Guns or Glitter" (armas de fuego o purpurina), "Pistols or Pearls" (pistolas o perlas) o "Wheels or Heels" (ruedas de coche o tacones). Los críticos dicen que no hay razón para asumir un ajuste claro en la dicotomía esencialista incluso en el caso de un niño/a cisgénero y no intersexual. En 2019, Jenna Karvunidis, considerada una de las pioneras de las fiestas de revelación de género, pidió una reevaluación de la práctica debido a cómo podría afectar a las personas transgénero y no binarias, escribiendo sobre su propia inconformidad de género de la hija.
La práctica también ha sido criticada por implicar a veces acrobacias peligrosas y maltrato animal. Después de un incendio ocurrido en 2020 en el condado de San Bernardino (California), Karvunidis condenó las fiestas y suplicó que la gente dejara de celebrarlas.

## Incidentes
Algunos casos de intentos de efectos especiales espectaculares en eventos de revelación de género han causado lesiones, muertes y daños a gran escala:
- El 29 de marzo de 2021, dos personas murieron cuando un avión se estrelló en el Mar Caribe frente a la costa de México mientras llevaba una pancarta que decía "¡Es una niña!".[9]
- El 2 de septiembre de 2023, un Piper PA-25 Pawnee se desplomó al fallar el ala izquierda, cuando hacía una maniobra de descarga de polvo rosa en una fiesta de revelación de sexo en el municipio de Navolato en Sinaloa, México. El piloto murió en el accidente.[10]